# Ábeskosuolo
Ábeskosuolo (ook wel Abiskosaari) is een eiland in het Zweedse meer Torneträsk. Het heeft geen oeververbinding en het is onbebouwd. Het eiland ligt ten noorden van Abisko. Het heeft een oppervlakte van ongeveer 20 hectare. 